# VH1 Europe
VH1 Europe — музичний телеканал, який є європейським відділенням американської VH1. У багатьох країнах в Європі, на Близькому Сході і в Північній і Південній Африці, він доступний у мережах кабельного та супутникового телебачення. На відміну від американської версії каналу VH1, на якій музичний час скорочено до кількох годин на добу, VH1 Europe транслює кліпи 24 години на добу щодня. Також відмінною особливістю каналу є відсутність реклами товарів і послуг, замість якої телеканал приблизно раз в 15 хвилин показував рекламу, що відноситься до сітки мовлення (анонси). З 3 квітня 2015 року телеканал перестав транслювати анонси

## Сітка мовлення
Станом на жовтень 2013 року, на телеканалі всі програми присвячені музиці. База кліпів телеканалу включає в себе хіти 80-х, 90-х, 00-х років, а також сучасні кліпи. Список телепрограм за станом на червень 2016:
- Rise and Shine with VH1
- VH1 Shuffle
- Guess the Year
- Huge Hits
- It Takes Two
- We Love The...
- Music Never Felt So Good
- The Ultimate Movie Soundtracks
- Vh1's This Week Top 10
- Feelgood Friday
- Weekend Warm Up!
- Total Pop Party

## Цікаві факти
- Вранці 28 травня 2014 року телеканал мовить без назви програми в правому верхньому кутку і без плашок з назвами кліпів. Логотип не змінювався, був синього кольору. О 13:00 після заставки VH1 Music (яка була без логотипу каналу в лівому верхньому куті) змінився формат зображення 16:9, почався показ кліпу Pharrel Williams - Marilyn Monroe. На самому початку кліпу з'явився новий логотип каналу, нове оформлення назви програми (яке тепер відображається біля логотипу), нові плашки до кліпів, нові заставки телеканалу з логотипом.